# 长铺子苗族侗族乡
长铺子苗族乡，是中华人民共和国湖南省邵陽市绥宁县下辖的一个乡镇级行政单位。

## 行政区划
长铺子苗族乡下辖以下地区：
小水村、寨坡村、濑濑水村、沙田村、拱桥边村、枫香村、佘家村、曹子冲村、安阳村、坪溪村、荣岩村、李家村、田心村、川石村、哨溪村、象家村、拓丘田村、新水冲村、袁家团村、大寨村、洞溪村、游家村、杨家村、杆子村、堡子岭林场和畜禽良种场。